# Mòdul d'accés condicionat

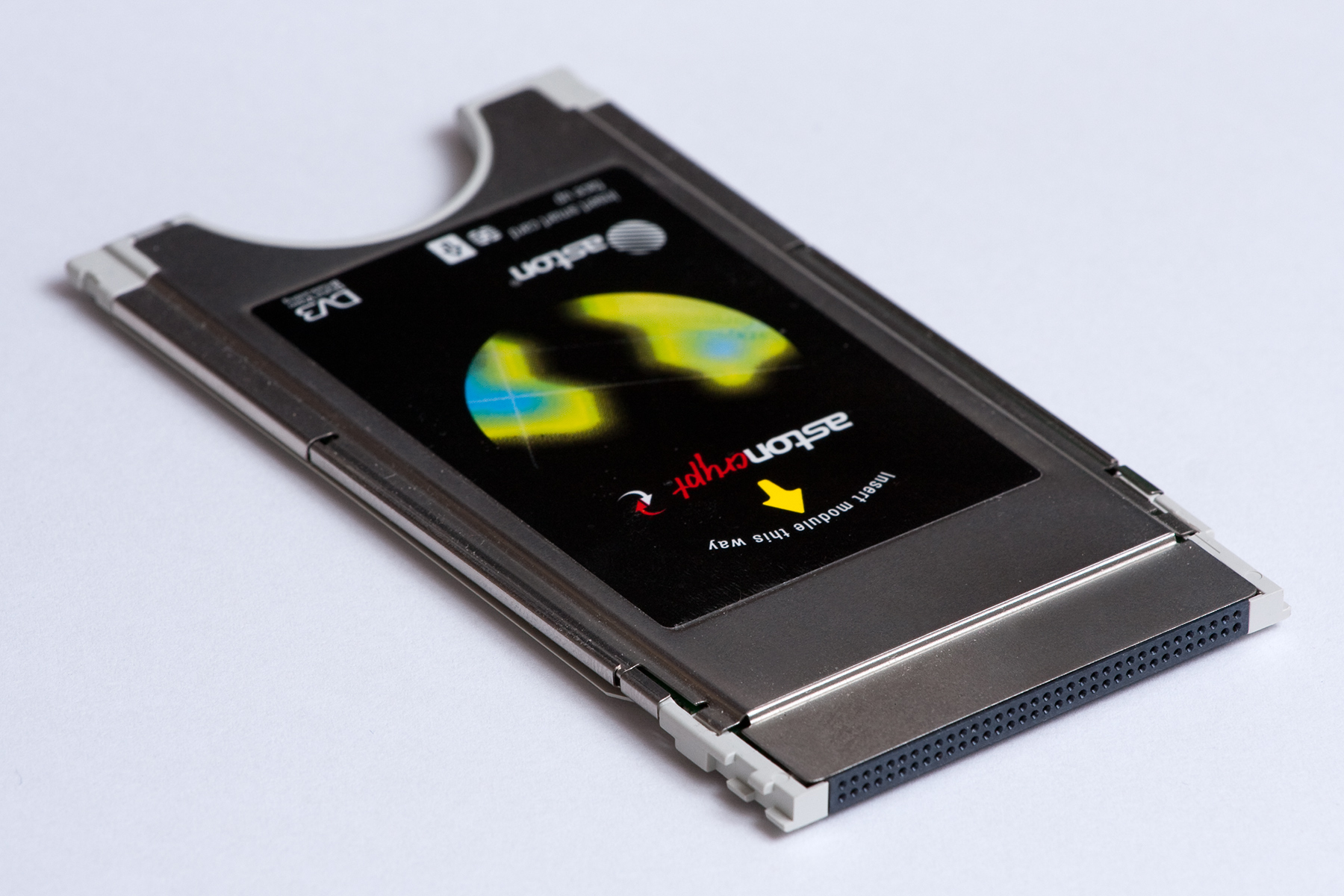
Un mòdul d'accés condicionat

Mòdul d'accés condicionat, de l'anglès Conditional Access Module (abreujat CAM) és un dispositiu electrònic dins un aparell de televisió digital o aparell accessori de la televisió, per facilitar l'accés a continguts de pagament, prèviament xifrats mitjançant un Sistema d'Accés Condicionat, condicionat al pagament, és clar. El CAM rep de l'aparell amfitrió un senyal xifrat i produeix com a sortida el senyal desxifrat. Els mòduls CAM incorporen descodificadors per a uns formats de xifratge específics

## Adaptador CAM
Malgrat que pot venir soldat a l'aparell amfitrió, el format més recent és el d'un adaptador endollable en un encaix extern variant del PCMCIA anomenat Common Interface i es mostra en els aparells per les sigles CI. L'adaptador incorpora un lector de targetes amb xip, mal anomenades intel·ligents (smart cards), d'abonament al proveïdor dels continguts que interessa desxifrar.